# Pohár FAČR
La Pohár FAČR, denominata Pohár ČMFS fino al giugno 2011 quando la federazione ceca ha cambiato denominazione e quindi acronimo da ČMFS a FAČR, è la coppa nazionale di calcio della Repubblica Ceca, assegnata dalla Federazione calcistica ceca. È il secondo torneo calcistico della Repubblica Ceca per importanza dopo la lega, massima serie del campionato nazionale.

## Statistiche
Vi possono partecipare tutti i club dei primi quattro campionati del paese. Gli ingressi sono scaglionati finché ai sedicesimi entrano i club che giocano le coppe europee.
Spesso la Coppa della Repubblica Ceca è decisa ai rigori o di misura. L'unica eccezione fu nell'edizione 1996, in cui il Petra Drnovice si fece sconfiggere 4-0 in finale dallo Sparta Praga.
Il Viktoria Zizkov ha sempre affrontato la finale ai rigori vincendo 2 volte e perdendone una. Petr Drnovice, 1. FC Slovácko e Slovan Liberec sono arrivati per due volte in finale ma l'hanno persa entrambe le volte. Lo Jablonec 97 è arrivato 4 volte in finale vincendone soltanto una. Il Football Club Baník Ostrava è anch'esso arrivato a 3 finali della Coppa della Repubblica Ceca ma in 3 anni consecutivi dal 2004 al 2006 vincendo l'edizione del 2005.
Si è assistito a tre Derby di Praga nelle finali, tutte vinte dallo Slavia Praga: nel 1997 lo Slavia Praga elimina il Dukla Praha col punteggio di 1-0; nell'edizione del 2002 batte lo Sparta Praga 2-1, nel 2023 vince ancora contro lo Sparta Praga per 2-0.

## Albo d'oro

### Prima dell'indipendenza (1939-1993)
La natura federale della Cecoslovacchia permetteva di individuare un vincitore ceco anche prima dell’indipendenza, dato che il tabellone della Coppa della Cecoslovacchia era diviso fra le due regioni. Il vincitore della semifinale del lato ceco era il vincitore della Coppa ceca, indipendentemente che poi vincesse la finale nazionale.
| Anno                            | Data                  | Sede della finale                                      | Vincitore          | Risultato                                     | Finalista                 |
| ------------------------------- | --------------------- | ------------------------------------------------------ | ------------------ | --------------------------------------------- | ------------------------- |
| Český Pohár                     |                       |                                                        |                    |                                               |                           |
| 1939/40                         | 10.08.1940 18.08.1940 | Prostějov Andrův stadion, Olmütz                       | SK Olomouc ASO     | 3:1 / 2: 1                                    | 1. SK Prostějov           |
| 1940/41                         | 15.08.1941 22.08.1941 | Slavia-Stadion, Praga Sparta-Stadion, Praga            | Slavia Praga       | 2:3 / 6:3                                     | Sparta Praga              |
| 1941/42                         | 08.09.1942 19.09.1942 | Sparta-Stadion, Praga                                  | Slavia Praga       | 5:2 / 5:5                                     | Bohemia AFK               |
| 1942/43                         | 14.08.1943 22.08.1943 | Roudná, Plzeň Sparta-Stadion, Praga                    | Sparta Praga       | 3:1 / 7:1                                     | Viktoria Plzen            |
| 1943/44                         | 12.08.1944 19.08.1944 | Roudná, Plzeň Sparta-Stadion, Praga                    | Sparta Praga       | 4:2 / 4:3                                     | Viktoria Plzen            |
| Pohár Osvobození                |                       |                                                        |                    |                                               |                           |
| 1944/45                         | 26.08.1945 29.08.1945 | Rakovník Masarykův stadion, Praga                      | Slavia Praga       | 1:1 / 5:2                                     | SK Rakovník               |
| 1945/46                         | 03.08.1946 09.08.1946 | Stará střelnice, Slezská Ostrava Sparta-Stadion, Praga | Sparta Praga       | 6:0 / 3:0                                     | SK Slezská Ostrava        |
| Český Pohár come parte del CSSR |                       |                                                        |                    |                                               |                           |
| 1960/61                         |                       |                                                        | Dukla Praga        | 3:0                                           | Spartak Hradec Králové    |
| Non disputata dal 1961 al 1969  |                       |                                                        |                    |                                               |                           |
| 1969/70                         | 24.06.1970 28.06.1970 | Střelnice, Jablonec Gottwaldov                         | TJ Gottwaldov      | 2:2 / 4:0                                     | LIAZ Jablonec             |
| 1970/71                         | 05.05.1971 09.06.1971 | Štruncovy sady, Plzeň Letná-Stadion, Praga             | Škoda Pilsen       | 1:1 / 3:3 n. V., 5:5 i. E. durch Losentscheid | Sparta Praga B            |
| 1971/72                         | 16.06.1972 20.06.1972 | Letná-Stadion, Praga Stadion Ďolíček, Praga            | Sparta Praga       | 2:1 / 2:1                                     | Dukla Praga               |
| 1972/73                         | 11.04.1973 24.04.1973 | Stadion Bazaly, Ostrava Drožďárna, Teplice             | Baník Ostrava      | 2:1 / 0:1 n. V., 5:4 i. E.                    | Sklo Union Teplice        |
| 1973/74                         | 16.05.1974 23.05.1974 | Stadion primátora Vacka, Praga Letná-Stadion, Praga    | Slavia Praga       | 1:1 / 3:1                                     | Sparta Praga              |
| 1974/75                         | 07.04.1975 15.04.1975 | Letná-Stadion, Praga Stadion Bazaly, Ostrava           | Sparta Praga       | 1:0 / 2:1                                     | Baník Ostrava             |
| 1975/76                         | 25.02.1976 17.03.1976 | Stadion Františka Kloze, Kladno Letná-Stadion, Praga   | Sparta Praga       | 4:1 / 1:0                                     | SONP Kladno               |
| 1976/77                         | 13.04.1977 27.04.1977 | Letná-Stadion, Praga Stadion Na Stínadlech, Teplice    | Sklo Union Teplice | 1:0 / 2:1                                     | Sparta Praga              |
| 1977/78                         | 01.03.1978 29.03.1978 | Mladá Boleslav Stadion Bazaly, Ostrava                 | Baník Ostrava      | 0:1 / 2:0                                     | AŠ Mladá Boleslav         |
| 1978/79                         | 28.03.1979 28.04.1979 | Stadion Bazaly, Ostrava Doosan Arena, Plzeň            | Baník Ostrava      | 2:0 / 1:0                                     | Škoda Pilsen              |
| 1979/80                         | 05.03.1980 18.03.1980 | Stadion Ďolíček, Praga Letná-Stadion, Praga            | Sparta Praga       | 1:1 / 4:2 n. V.                               | Bohemians Praga           |
| 1980/81                         | 08.04.1981 21.04.1981 | Stadion Juliska, Praga Stadion Ďolíček, Praga          | Dukla Praga        | 3:1 / 2:3                                     | Bohemians Praga           |
| 1981/82                         | 23.02.1982            | Stadion Evžena Rošického, Praga                        | Bohemians Praga    | 4:0                                           | Dukla Praga               |
| 1982/83                         | 30.04.1983 25.05.1983 | Stadion Ďolíček, Praga Stadion Juliska, Praga          | Dukla Praga        | 2:1 / 1:1                                     | Bohemians Praga           |
| 1983/84                         | 24.03.1984 06.05.1984 | Stadion Juliska, Praga Letná-Stadion, Praga            | Sparta Praga       | 3:0 / 3:0                                     | Dukla Praga               |
| 1984/85                         | 03.04.1985            | Za nemocnicí, Třebíč                                   | Dukla Praga        | 3:1                                           | Dynamo České Budějovice   |
| 1985/86                         | 14.05.1986            | Stadion míru, Svitavy                                  | Sparta Praga       | 4:2                                           | Dukla Praga               |
| 1986/87                         | 22.04.1987            | Písek                                                  | Sparta Praga       | 1:1 n. V., 4:3 i. E.                          | Slavia Praga              |
| 1987/88                         | 08.05.1988            | Zábřeh                                                 | Sparta Praga       | 3:0                                           | TJ Vítkovice              |
| 1988/89                         | 28.05.1989            | Střelnice, Jablonec                                    | Sparta Praga       | 1:0                                           | Slavia Praga              |
| 1989/90                         | 11.04.1990            | Hodonín                                                | Dukla Praga        | 5:3                                           | Slov. Slavia Uh. Hradiště |
| 1990/91                         | 08.05.1991            | Stadion Na Stínadlech, Teplice                         | Baník Ostrava      | 4:2                                           | Dyn. České Budějovice     |
| 1991/92                         | 13.05.1992            | Letná, Zlín                                            | Sparta Praga       | 2:1                                           | Baník Ostrava             |
| 1992/93                         | 19.05.1993            | Stadion Evžena Rošického, Praga                        | Sparta Praga       | 2:0                                           | Boby Brünn                |

### Dal 1993 (Český Pohár)
| Anno | Vincitore       | Risultato          | Finalista         |
| ---- | --------------- | ------------------ | ----------------- |
| 1994 | Viktoria Žižkov | 2-2 dts (6-5 rig.) | Sparta Praga      |
| 1995 | Hradec Králové  | 0-0 dts (3-1 rig.) | Viktoria Žižkov   |
| 1996 | Sparta Praga    | 4-0                | Drnovice          |
| 1997 | Slavia Praga    | 1-0                | Dukla Praga       |
| 1998 | Jablonec        | 2-1                | Drnovice          |
| 1999 | Slavia Praga    | 1-0                | Slovan Liberec    |
| 2000 | Slovan Liberec  | 2-1                | Baník Ratíškovice |
| 2001 | Viktoria Žižkov | 1-1 dts (2-1 rig.) | Sparta Praga      |
| 2002 | Slavia Praga    | 2-1                | Sparta Praga      |
| 2003 | Teplice         | 1-0                | Jablonec          |
| 2004 | Sparta Praga    | 2-1                | Baník Ostrava     |
| 2005 | Baník Ostrava   | 2-1                | Slovácko          |
| 2006 | Sparta Praga    | 0-0 dts (4-2 rig.) | Baník Ostrava     |
| 2007 | Sparta Praga    | 2-1                | Jablonec          |
| 2008 | Sparta Praga    | 0-0 dts (4-3 rig.) | Slovan Liberec    |
| 2009 | Teplice         | 1-0                | Slovácko          |
| 2010 | Viktoria Plzeň  | 2-1                | Jablonec          |
| 2011 | Mladá Boleslav  | 1-1 dts (2-1 rig.) | Sigma Olomouc     |
| 2012 | Sigma Olomouc   | 1-0                | Sparta Praga      |
| 2013 | Jablonec        | 2-2 dts (5-4 rig.) | Mladá Boleslav    |
| 2014 | Sparta Praga    | 1-1 dts (8-7 rig.) | Viktoria Plzeň    |
| 2015 | Slovan Liberec  | 1-1 dts (3-1 rig.) | Jablonec          |
| 2016 | Mladá Boleslav  | 2-0                | Jablonec          |
| 2017 | Trinity Zlín    | 1-0                | Opava             |
| 2018 | Slavia Praga    | 3-1                | Jablonec          |
| 2019 | Slavia Praga    | 2-0                | Baník Ostrava     |
| 2020 | Sparta Praga    | 2-1                | Slovan Liberec    |
| 2021 | Slavia Praga    | 1-0                | Viktoria Plzeň    |
| 2022 | Slovácko        | 3-1                | Sparta Praga      |
| 2023 | Slavia Praga    | 2-0                | Sparta Praga      |
| 2024 | Sparta Praga    | 2-1                | Viktoria Plzeň    |
| 2025 | Sigma Olomouc   | 3-1                | Sparta Praga      |

## Vittorie per club

### Dal 1993
| Club              | Città              | Vittorie | Anno                                           | Finali perse | Anno                                     |
| ----------------- | ------------------ | -------- | ---------------------------------------------- | ------------ | ---------------------------------------- |
| Sparta Praga      | Praga              | 8        | 1996, 2004, 2006, 2007, 2008, 2014, 2020, 2024 | 7            | 1994, 2001, 2002, 2012, 2022, 2023, 2025 |
| Slavia Praga      | Praga              | 7        | 1997, 1999, 2002, 2018, 2019, 2021, 2023       | -            |                                          |
| Jablonec          | Jablonec nad Nisou | 2        | 1998, 2013                                     | 6            | 2003, 2007, 2010, 2015, 2016, 2018       |
| Slovan Liberec    | Liberec            | 2        | 2000, 2015                                     | 3            | 1999, 2008, 2020                         |
| Viktoria Žižkov   | Praga              | 2        | 1994, 2001                                     | 1            | 1995                                     |
| Mladá Boleslav    | Mladá Boleslav     | 2        | 2011, 2016                                     | 1            | 2013                                     |
| Teplice           | Teplice            | 2        | 2003, 2009                                     | -            |                                          |
| Sigma Olomouc     | Olomouc            | 2        | 2012, 2025                                     | 1            | 2011                                     |
| Baník Ostrava     | Ostrava            | 1        | 2005                                           | 3            | 2004, 2006, 2019                         |
| Viktoria Plzeň    | Plzeň              | 1        | 2010                                           | 3            | 2014, 2021, 2024                         |
| Slovácko          | Uherské Hradiště   | 1        | 2022                                           | 2            | 2005, 2009                               |
| Hradec Králové    | Hradec Králové     | 1        | 1995                                           | -            |                                          |
| Trinity Zlín      | Zlín               | 1        | 2017                                           | -            |                                          |
| Drnovice          | Drnovice           | -        | -                                              | 2            | 1996, 1998                               |
| Dukla Praga       | Praga              | -        | -                                              | 1            | 1997                                     |
| Baník Ratíškovice | Ratíškovice        | -        | -                                              | 1            | 2000                                     |
| Opava             | Opava              | -        | -                                              | 1            | 2017                                     |

### Dal 1939
| Squadra             | Vittorie |
| ------------------- | -------- |
| Sparta Praga        | 22       |
| Slavia Praga        | 9        |
| Baník Ostrava       | 5        |
| Dukla Praga         | 4        |
| FK Teplice *        | 3        |
| Viktoria Plzen **   | 2        |
| Viktoria Žižkov     | 2        |
| FK Jablonec ***     | 2        |
| Slovan Liberec      | 2        |
| FK Mladá Boleslav   | 2        |
| FC Fastav Zlín **** | 2        |
| SK Sigma Olmütz     | 2        |
| SK Hradec Králové   | 1        |
| Slovácko            | 1        |
| Bohemians Prag      | 1        |
| SK Olomouc ASO      | 1        |